# 冯寿镜
冯寿镜，字巳亭，浙江德清人，清朝政治人物。

## 生平
冯寿镜于同治十年（1871年）中式辛未科进士。同治十三年（1874年）九月署江苏宝山县知县一职。光绪元年（1875年）七月由傅维祚代理，八月回任。次年去职。